# Cala Salada
Cala Salada és una platja d'Eivissa que es troba al municipi de Sant Antoni. És carretera de Sant Antoni a Santa Agnès de Corona. Des del centre del poble fins a la platja hi ha uns 5 km. La carretera és una mica sinuosa, però no es triga gaire a arribar-hi. Una vegada s'ha passat la rodona que indica direcció Santa Agnès, a aproximadament 1,7 km heu de girar a l'esquerra. A 200 m heu de tornar a girar a l'esquerra i ja es veu la cala. La platja no disposa d'aparcament pròpiament dit però si que hi ha lloc per deixar els cotxes al marge de la carretera sempre que s'arribi en prou temps. La platja no és molt llarga; pràcticament no hi ha sorra, és de pedretes i l'aigua impressiona per la seva claredat i neteja.